# MOONY NOON
『MOONY NOON』（ムーニー・ヌーン）は、2000年10月2日から2001年3月29日までエフエム九州 (CROSS FM) で放送されていた音楽番組・情報番組である。

## 概要
癒しをテーマにした昼の1時間番組。番組タイトルは、「月の香りのする正午」の意味合いで付けられたものである。放送時間は毎週月曜 - 木曜 12:00 - 13:00 （日本標準時）。CROSS FM北九州本社第1スタジオからの生放送。ナビゲーターは立山律子が務めていた。
関連番組として、本番組ディレクターの木本和久がナビゲーターを務めていた『NOONY MOON』（ヌーニー・ムーン）がある。こちらは毎週日曜 3:00 - 5:00 （土曜深夜）に放送の2時間番組で、より音楽に比重を置いた内容となっていた。

## コーナー
クロスカーレポート
12:10頃から放送。リポーターがクロスカーに乗って各地へ向かい、街中で催されているイベントなどを紹介する。他の番組でも行われていたコーナーであるが、本番組ではリポーターとナビゲーターによるクロストークはなかった。
誕生石のコーナー（固有コーナー名なし）
12:20頃から放送。放送当月の誕生石を紹介するコーナーであったが、正式なコーナータイトルが付かないまま行われていた。
ラジオショッピング
12:40頃から放送。
SOUND MUSEUM
12:45頃から放送。土曜深夜の『NOONY MOON』と内容を共有していた音楽特集コーナーで、1週間を通して同じアーティストの曲を掛けていた。『NOONY MOON』では曲に加えてアーティスト本人へのインタビューも流されたが、本番組では曲が2つ程度掛かるのみであった。